# Gilberte Marchegay
Gilberte Caroline Yvonne Marchegay, née le 19 juin 1908 à Paris (16e arrondissement) et morte dans le même arrondissement le 16 novembre 1995, est une femme de lettres et traductrice française.

## Biographie
Descendante de Félix Marchegay, fils d'un ingénieur agricole en Tunisie issu d'une branche famille installée à Lyon, elle épouse en 1933, en premières noces, l'explorateur Louis Audouin-Dubreuil, dont elle a trois filles prénommées d'après l'Antiquité méditerranéenne, Dacine, Ariane (épouse d'Arnaud de Renusson d'Hauteville puis du banquier Roger Lebon) et Tanit (épouse de l'industriel Didier Boigeol).
Sous son nom d'épouse d'Audouin-Dubreuil, elle signe dans la fin des années 1940 des traductions-adaptations pour l'éditeur parisien Pierre Trémois.
Après avoir divorcé de son premier mari, elle épouse en 1950 Jean (dit Philipert) Japy, mais continue de traduire sous son nom de jeune fille Marchegay.
Traductrice de l'anglais, elle signe aussi des traductions de l'allemand vers le français : l'autobiographie d'Alma Mahler-Werfel Ma Vie, un roman posthume de Franz Werfel (L'étoile de ceux qui ne sont pas nés), un roman de Jakob Wassermann (Christian Wahnschaffe, Plon, 1955) ainsi que Ma Bibliothèque perdue de Walter Mehring. Elle traduit également nombre d'ouvrages populaires de Heinz Günter Konsalik.
Elle est également l'auteur d'une saga populaire sous le pseudonyme de Caroline Gay.